# Feels like Today
Feels Like Today é o terceiro álbum de estúdio da banda country norte-americana Rascal Flatts lançado em 28 de setembro de 2004, pela Lyric Street Records, sendo certificado como platina no Canadá pela Music Canada e como cinco vezes multi-platina nos Estados Unidos pela RIAA. Foi o último álbum da banda a ser produzido por Mark Bright.